# Maria D'Aires
Maria D'Aires (Vila Viçosa, 8 de Junho de 1969) é uma atriz portuguesa.
Participou em filmes como Zona J (1998) e Coisa Ruim (2006), assim como em novelas e em séries.

## Biografia
Em Junho de 1969, nascia Maria na Vila Viçosa.
Cursou o conservatório, estreando-se como atriz profissional em Vila Velha de Ródão, atuando em "Auto da Sibila", de Gil Vicente.

## Televisão

### 2010/ 2020
- 2023 - Queridos Papás - TVI
- 2021/22 - Para Sempre - Lucinda - TVI
- 2020 - Pecado - TVI;
- 2018 - Vidas Opostas - Leonor Reis, SIC;[3]
- 2016 - Rainha das Flores - Maria da Paz, SIC;[3]
- 2016 - Coração D'Ouro - Tia de Alex, SIC;[3]
- 2015/16 - Santa Bárbara - Noélia, TVI;[3]
- 2015 - Poderosas - Augusta, SIC;
- 2014 - Água de Mar - Vanda, RTP1
- 2014 - Mar Salgado - Graça, SIC
- 2013/14 - Os Nossos Dias - Celeste, RTP1
- 2013 - Casos da Vida: Vidas Desenrascadas - Maria, TVI
- 2013 - Mundo ao Contrário - Nucha, TVI
- 2012 - Giras & Falidas - Mulher Naturista, TVI
- 2012 - Uma Família Açoriana, RTP1
- 2011 - Maternidade - Paula, RTP
- 2010 - O Segredo de Miguel Zuzarte de Henrique Oliveira, RTP1
- 2010 - Assalto ao Santa Maria;
- 2010/11 - Espírito Indomável - Hermínia Gomes, TVI

### 2000
- 2009 - Conexão - Rosa, TVG e RTP1
- 2009 - Destino Imortal - Julieta, TVI;
- 2008-2009 - Flor do Mar - Valéria Cardoso, TVI
- 2008 - A Outra- Rosa Silva, TVI;
- 2008 - Rebelde Way - Helena Guerreiro, SIC
- 2007 - Ilha dos Amores - Benvinda, TVI
- 2006 - Tempo de Viver - Directora do Estabelecimento Prisional, TVI;
- 2006 - Floribella - Marisa, SIC
- 2005 - Mundo Meu - Mãe de Ivo, TVI
- 2005 - Pedro e Inês - Irmã Isabel, RTP
- 2004 - Morangos com Açúcar (2.ª série) - Jú Rocha, TVI;
- 2003 - Olá Pai!, TVI
- 2003 - A passagem da noite;
- 2003 - Coração Malandro - Maria Odete, TVI
- 2001-2002 - Sociedade Anónima - Alice, RTP
- 2000 - Jardins Proibidos - Mariana, TVI

### 1990
- 1999 - A Raia dos Medos, RTP
- 1999 - Esquadra de Polícia - Tina, RTP
- 1993 - A Banqueira do Povo - Jornalista, RTP
- 1992 - O Altar dos Holocaustos - Rosinda, RTP;
- 1990 - One Foot in the Grave.[1]

## Filmografia

### 2020
- The Art of Dying Away (2020).[4]

### 2010
- Conto do Vento (2010), curta-metragem
- Assalto ao Santa Maria (2010)
- Night Train to Lisbon (2013)
- O Mal e a Aldeia (2013), curta-metragem;
- NIGHT TRAIN TO LISBON (2013);[4]
- Benoît Brisefer: Les Taxis Rouges (2014)
- Amor Impossível (2015);[1][4]
- O Segredo das Pedras Vivas (2016);[3][4]
- Sim, Chefe! – Série (2017);[3]
- Madre Paula – Série (2017);[3]
- País Irmão – Série (2017);[3]
- The Man Who Killed Don Quixote (2018);[3]

- Excursões Air Lino – Série (2018).[3]

### 2000
- Trânsito Local (2000)
- A Bomba (2001)
- A Costureira que Engoliu um Alfinete (2002), curta-metragem
- La Balsa de Piedra (2002)
- O Rapaz do Trapézio Voador (2002)
- A Passagem da Noite (2003);[4]
- Cowboys na António Maria Cardoso (2004), curta-metragem
- Retrato da Velha Enquanto Senhora (2005), curta-metragem
- Coisa Ruim (2006);
- Janelas Verdes (2006), curta-metragem
- A Outra Margem (2007);[1][5][4]
- Veneno Cura (2008)
- O Último Condenado à Morte (2009)
- Um Dia Frio (2009), curta-metragem;[4]
- Jantamos Cedo (2009), curta-metragem

### 1990
- Mortinho por Chegar a Casa (1996);[5][4]
- Tentação (1997)
- Zona J (1998)
- Jaime (1999);[5]
- Big Day (1999)
- NUNCA MAIS TE LIVRAS DE MIM (1992), curta;[4]

## Música
- 2010 - Conto do Vento.[2]

1. 1 2 3 4  «Maria d'Aires, Biografia». IMDb. Consultado em 11 de setembro de 2020
2. 1 2  Nascimento, Frederico Lopes / Marco Oliveira / Guilherme. «Pessoa: Maria d'Aires». CinePT. Consultado em 11 de setembro de 2020
3. 1 2 3 4 5 6 7 8 9 10  «Maria D'Aires». HIT Management. Consultado em 11 de setembro de 2020
4. 1 2 3 4 5 6 7 8 9  «Maria d'Aires». MUBI. Consultado em 11 de setembro de 2020
5. 1 2 3  «Maria d'Aires». Adoro Cinema. Consultado em 11 de setembro de 2020